# 9. Flieger-Division (1945)
Die 9. Flieger-Division war ein Großverband der Luftwaffe der Wehrmacht im Zweiten Weltkrieg.

## Geschichte
Die 9. Flieger-Division wurde am 26. Januar 1945 in Prag neu gebildet und übernahm die bisherigen Aufgaben des IX. Fliegerkorps, das anderweitig verwendet wurde. Der Luftflotte 10 unterstellt, war sie für die personelle und materielle Umrüstung diverser Kampfgeschwader in Jagdgeschwader zuständig. Dies erforderte eine Umschulung des fliegenden- und des Bodenpersonals auf Jagdflugzeuge. Die ursprünglichen Kampfgeschwader wurden deshalb in Kampfgeschwader (J) umbenannt.

## Personen

### Divisionskommandeur
| Dienstgrad | Name                  | Datum                           |
| ---------- | --------------------- | ------------------------------- |
| Oberst     | Hans-Joachim Herrmann | 26. Januar 1945 bis 8. Mai 1945 |

### Erster Generalstabsoffizier
| Dienstgrad | Name              | Datum                            |
| ---------- | ----------------- | -------------------------------- |
| Major      | Wolfgang Wetterer | 15. Februar 1945 bis 8. Mai 1945 |

## Unterstellung
| Unterstellung | von             | bis         |
| ------------- | --------------- | ----------- |
| Luftflotte 10 | 26. Januar 1945 | 8. Mai 1945 |

## Unterstellte Verbände
| 26. Januar 1945 |                                                                                               |
| --------------- | --------------------------------------------------------------------------------------------- |
| 26. Januar 1945 | Kampfgeschwader (J) 6, Kampfgeschwader (J) 27, Kampfgeschwader (J) 30, Kampfgeschwader (J) 55 |